# Cihad Erginay
Cihad Erginay (* 24. září 1966 Ankara) je turecký diplomat a od 22. května 2021 současný velvyslanec Turecka v Afghánistánu.

## Vzdělání a kariéra
Erginay vystudoval na Blízkovýchodní technickou univerzitu s bakalářským titulem v oboru mezinárodních vztahů. Na turecké ministerstvo zahraničních věcí nastoupil v roce 1988 a v různých obdobích své kariéry působil jako turecký velvyslanec v České republice, Bosně a Hercegovině, Španělsku a Afghánistánu.